# Pieter Hazewinkel
Pieter Hendriksz Hazewinkel (Veendam, 1 december 1804 - aldaar, 26 december 1882) was een Nederlandse zeekapitein bij de koopvaardij.

## Leven en werk
Hazewinkel werd in 1804 geboren als zoon van de kapitein Hendrik Pieters Hazewinkel en Geesje Ligger. Hazewinkel behoorde tot een familie van zeekapiteins. Evenals zijn broers was hij lid van het zeemanscollege van Dordrecht. Zijn vader vervoerde met zijn eigen kofschip ook al vrachten voor Dordtse kooplieden. Zelf voer hij in opdracht van Dordtse reders. Met de "Bernard hertog van Saxen Weimar" maakte hij in de jaren 1852 tot 1854 een reis om de wereld. Vanuit Nederland voer hij om Kaap Hoorn naar San Francisco en vandaar weer via Hong Kong en Batavia om Kaap de Goede Hoop terug naar Nederland. Van zijn reizen zijn scheepsjournaals, een notitieboek en een reisbeschrijving bewaard gebleven. De journaals bevinden zich in het Noordelijk Scheepvaartmuseum. In 1977 werd in dit museum een expositie gehouden met als onderwerp de wereldreis van Pieter Hazewinkel. Zijn wederwaardigheden vormde de inspiratie voor diverse schrijvers van onder andere een jongensboek en een stripverhaal. In 2002 werd in diverse plaatsen in de provincies Groningen en Drenthe de musical "Reis om den aardbol van kapitein Hazewinkel" opgevoerd.
Hazewinkel trouwde op 17 december 1828 in Veendam met Jantje Folkersma, dochter van de gemeenteontvanger Jakob Folkersma en Berendina Singer. Hun zoon Hendrik werd net als zijn vader en grootvader kapitein bij de koopvaardij. Naar het kapiteinsgeslacht Hazewinkel werd een reddingboot van de KNRM genoemd, de Kapiteins Hazewinkel. Hazewinkel overleed op 78-jarige leeftijd in zijn woonplaats Veendam. Hij werd begraven op de begraafplaats bij de hervormde kerk aldaar.